# Vizma Belševica
Vizma Belševica (ur. 30 maja 1931 w Rydze, zm. 6 sierpnia 2005 tamże) – łotewska poetka, pisarka, tłumaczka. Nominowana do nagrody Nobla w dziedzinie literatury.

## Życiorys
Jej ojciec, Jānis Belševics, był robotnikiem, a matka, Ieva (z domu Cīrule), gospodynią domową. Ojciec popadł w alkoholizm z powodu utraty piekarni w czasie Wielkiego kryzysu. Vizma spędziła swoje dzieciństwo w Rydze, która jest tematem wielu jej prac, ale czas spędzony na wsi w Kurlandii odgrywa w jej twórczości znacząco większą rolę.
W 1961 ukończyła studia w Instytucie Literackim imienia A.M. Gorkiego w Moskwie.

## Twórczość
Pierwszy wiersz opublikowała w 1947 w piśmie młodzieżowym. Pierwszy tomik wierszy w 1955. Jej pierwsze prace wykazują wpływy komunizmu, jednak w późniejszym okresie odrzuciła konieczność dopasowania się obowiązującej oficjalnie doktryny. Najbardziej znane zbiory poezji to Jūra deg (Płonące morze, 1966), Gadu gredzeni (1969), Madarās (1976), Kamola tinēja (1981), Dzeltu laiks (1987). Zbiory opowiadań: Ķikuraga stāsti (1965), Nelaime mājās (1979), Lauztā sirds uz goda dēļa (1997).
Napisała również trylogię opartą na autobiografii opisującą losy Bille od lat 30. XX wieku, przez okres radzieckiej okupacji Łotwy 1940-1941, okupację hitlerowską po pierwszych powojennych latach stalinizmu. Pierwszy tom Bille został wydany przez wydawnictwo Mežābele w USA w 1992, a na Łotwie w 1995. Drugi Bille dzīvo tālāk ukazał się w 1996, a trzeci Billes skaistā jaunība w 1999. W 2004 wydano wersję jednotomową.
W swoich pracach krytykowała sytuację ciemiężonych narodów ZSRR, czego skutkiem było objęcie jej zapisem cenzorskim. Nie mogła publikować w latach 1969-1977. Została również usunięta ze Związku Pisarzy. Wykorzystała ten okres na tłumaczenie dzieł Williama Szekspira, Ernesta Hemingwaya, Aleksandra Puszkina, literatury ukraińskiej jak również Kubusia Puchatka A.A. Milne’a.
Jej prace zostały przetłumaczone na 40 języków.

## Nagrody i odznaczenia
- Order Trzech Gwiazd V klasy
- Członek Honorowy Łotewskiej Akademii Nauk – od 6 grudnia 1990
- Spīdola – nagroda literacka – dwukrotnie[4]